# Bekiung
Bekiung is een bestuurslaag in het regentschap Langkat van de provincie Noord-Sumatra, Indonesië. Bekiung telt 1784 inwoners (volkstelling 2010).